# Грава, Дарио
Дарио Грава (фр. Dario Grava; род. 11 декабря 1948, Клаут, Фриули-Венеция-Джулия) — французский футболист, защитник.

## Карьера

### Клубная карьера
Во взрослом футболе дебютировал в 1968 году в клубе «Страсбур», где отыграл первые пять сезонов своей игровой карьеры, после чего перешёл в защиту другого французского клуба «Ницца». Завершил карьеру футболиста в 1979 году в клубе «Агно», за который выступал с 1977 года.

### Карьера в сборной
13 октября 1973 года провёл свой единственный матч в составе национальной сборной Франции против команды ФРГ, завершившийся поражением французов со счётом 2:1.
В 1968 году был в составе сборной на футбольном турнире летних Олимпийских игр, сыграв в матче против олимпийской сборной Колумбии.